# Rolf Fuglesang
Rolf Jørgen Fuglesang, född 31 januari 1909 i Fredrikstad, död 25 november 1988 i Oslo, var en norsk advokat och politiker.
Rolf Fuglesang var Nasjonal Samlings generalsekreterare och blev i februari 1942 minister för folkupplysning och kulturfrågor i Vidkun Quislings regering. Han arresterades i maj 1945 efter tyskarnas kapitulation och ställdes som landsförrädare inför domstol. I februari 1946 dömdes han till livstids straffarbete och förlust av sina medborgerliga rättigheter. Han frisläpptes 1956.

## Bilder

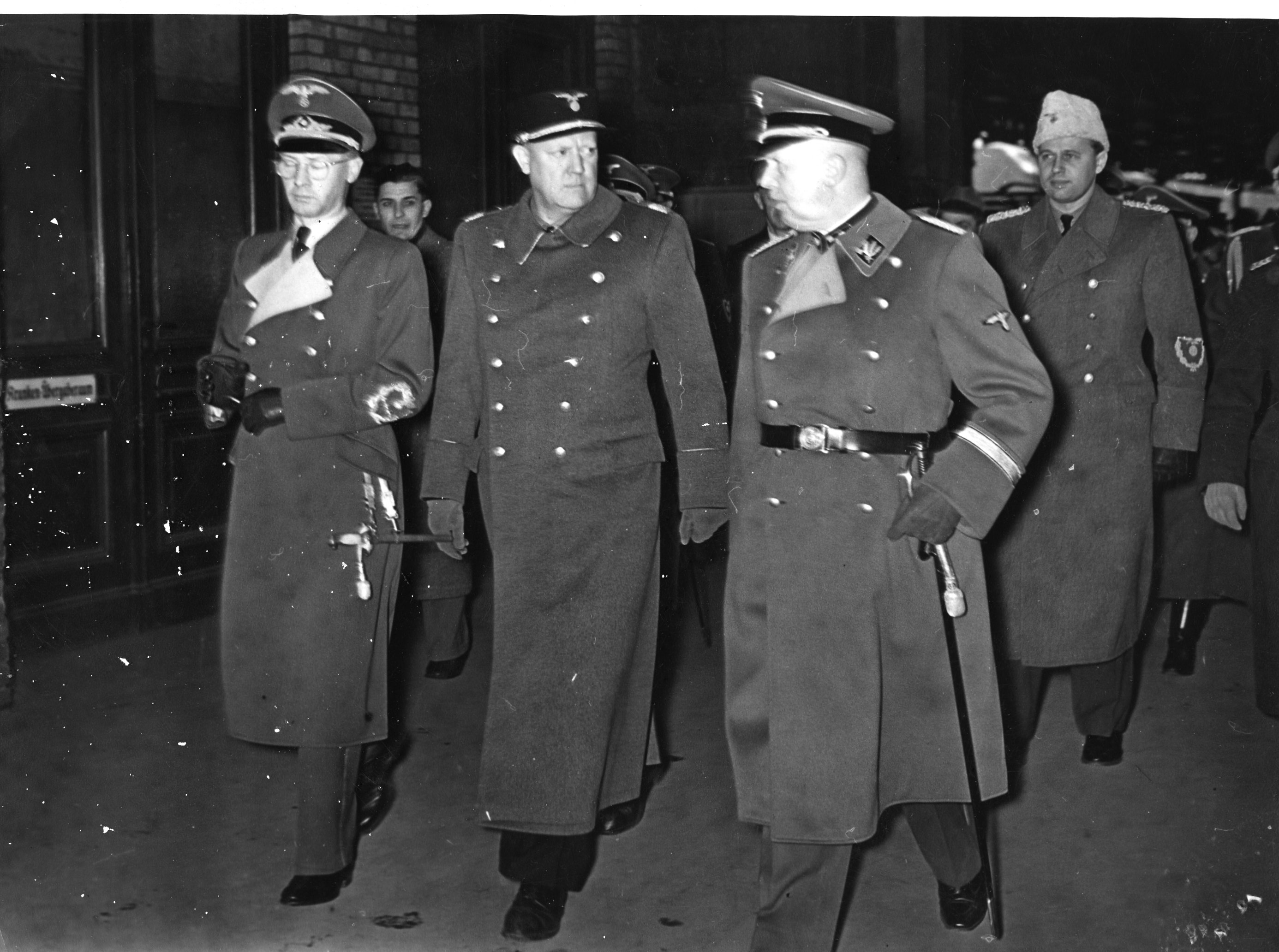
Rolf Fuglesang (längst till höger) med (från vänster) Josef Terboven, Vidkun Quisling och Hans Heinrich Lammers i Berlin år 1942.